# 船田元
船田 元（ふなだ はじめ、1953年〈昭和28年〉11月22日 - ）は、日本の政治家。自由民主党所属の衆議院議員（14期）、自由民主党衆議院議員総会長、裁判官弾劾裁判所裁判長。作新学院学院長。
経済企画庁長官（第46代）、文部政務次官（竹下内閣）、総務政務次官（第2次中曽根第2次改造内閣）、衆議院憲法審査会筆頭幹事、同消費者問題に関する特別委員会委員長、同国際テロリズムの防止及び我が国の協力支援活動並びにイラク人道復興支援活動に関する特別委員会委員長、同文教委員会委員長、自由民主党憲法改正推進本部本部長、同党消費者問題調査会会長、同党科学技術創造立国推進調査会会長、同党憲法調査会会長、同党財務委員長、同党総務会長代理、同党外交部会長、同党青年海外協力隊に関する小委員会委員長、同党文教部会長、同党青年局長を歴任した。
妻はNHKアナウンサーや参議院議員を務め、2013年から学校法人作新学院理事長を務めている畑恵。

## 来歴

### 生い立ち
祖父は元大政翼賛会政策局内政部長で、大野伴睦派に属し、大野の死後は船田派を率いて自由民主党副総裁や衆議院議長、防衛庁長官を務めた船田中。父は参議院議員、栃木県知事を務めた船田譲。元京城帝国大学教授で元国務大臣の船田享二、元警察庁・内務官僚で自治大臣の藤枝泉介は大叔父にあたる（いずれも船田中の弟）。
栃木県宇都宮市出身。栃木県立宇都宮高等学校、慶應義塾大学経済学部卒業。1976年に大学を卒業後、生家の船田家が創立した作新学院の副院長や総務部長を務める。
1983年3月、慶應義塾大学大学院社会学研究科教育学専攻修士課程修了。

### 衆議院へ出馬
1979年、祖父・船田中の地盤を引き継ぎ、第35回衆議院議員総選挙に旧栃木1区（定数5）から出馬。渡辺美智雄に次ぐ得票数2位で初当選した。当時25歳で、史上最年少での当選であった。旧船田派を経て木曜クラブ（田中派）に入会し、田中派分裂の際は竹下登が結成した経世会に参加。自由民主党青年局長、総務政務次官、文部政務次官、自民党文教部会長、衆議院文教委員長、自民党外交部会長などを務め、竹下派の中では早くから将来を嘱望された。海部俊樹政権の下では、自由民主党幹事長に就任した小沢一郎が会長の「小沢調査会」で座長を務め、湾岸戦争における国際貢献策の議論を主導し、この頃から小沢一郎の側近を自任。竹下派分裂の際は羽田孜や小沢ら、金丸信の後継会長に羽田を推す陣営に加わり、スポークスマン役を務める。

### 宮澤内閣にて初入閣
1992年、宮澤改造内閣で経済企画庁長官に任命され、戦後の日本史上最年少（当時）の39歳1ヶ月で初入閣した。

### 不信任決議賛成から自民党離党
宮澤改造内閣成立の直後、羽田孜、小沢一郎らが改革フォーラム21（羽田派）を結成。1993年6月、宮澤内閣不信任決議案が国会に提出され羽田派は賛成投票を決定する。そのため、宮澤改造内閣の閣僚だった船田、中島衛科学技術庁長官の2人は辞表を提出し、閣僚を辞任した上で宮澤内閣不信任決議案に賛成票を投じた。結果、宮澤内閣不信任決議案は可決され、宮澤首相は衆議院を解散した。その後羽田派は自民党を集団離党し、新生党を結党。船田も新生党公認で第40回衆議院議員総選挙に出馬し、当選した。新生党では国会対策委員長に相当する政務幹事に就任し、新生党代表幹事の小沢一郎を補佐する。

### 新進党結党に参加・政界失楽園報道
1994年、新生党解党により新進党結党に参加するが、第2回の新進党党首選挙では羽田孜陣営に参加する。しかし、党首選挙で羽田は小沢に敗れた。その後新党さきがけの鳩山由紀夫、船田の2人を中心に新党構想（鳩船新党）が練られ、党派を超えて改革派を結集する動きを模索するが、リベラル志向の鳩山に対して船田は新保守主義を主張したこと、1996年夏、妻子のある中で参議院議員だった畑恵との不倫がFRIDAYに大々的にスクープされて、『失楽園』をもじって「政界失楽園」と騒がれたことで、結局鳩船新党の構想は頓挫した。更にマスコミの取材で不倫を否定したことで世論の反感も買った。鳩船新党が流れた後、鳩山は新党さきがけの大半や社会民主党の過半、新進党を離党した鳩山邦夫らを集め、旧民主党を結成した。

### 離党、自民への復党
1996年9月、船田は新進党を離党し、第41回衆議院議員総選挙には無所属で栃木1区から出馬し当選。翌1997年1月、4年ぶりに自民党に復党した。復党後、自身は無派閥ながら山崎派の結成に奔走し、同じ栃木県選出の国井正幸参議院議員の旧渡辺派からの取り込みにも成功する。
1999年3月に妻と離婚し、5月に不倫相手として報じられた畑恵と再婚した。
2000年の第42回衆議院議員総選挙において民主党新人の水島広子に敗れ、1979年の初当選以来初めて落選する。山崎派を退会。

### 山崎派退会後
2003年の第43回衆議院議員総選挙では栃木1区で当選し、3年ぶりに国政に復帰した。当選後、竹下派の流れを汲む橋本派に入会。2005年の第44回衆議院議員総選挙で再選。
2009年の第45回衆議院議員総選挙では公明党、栃木県建設業協会の政治団体「県建設業協会政治連盟」の推薦も受け自民党公認で出馬するが、栃木1区で比例復活もならず落選した。
2012年の第46回衆議院議員総選挙では、栃木1区で当選し、三たび国政に復帰した。2014年の第47回衆議院議員総選挙で再選。
2015年、衆議院憲法審査会で、自民党推薦の参考人長谷部恭男早稲田大学教授が政府提出の平和安全法制を違憲と批判する異例の事態が起きた。与党側責任者の審査会幹事で自民党憲法改正推進本部長の船田は人選ミスだったと釈明するも、山東昭子・山東派会長は「誰も責任を取らず、ただ曖昧にお茶を濁すという問題ではない。今後の国会運営への影響を危惧する」と指摘。その後実際に憲法審議が停滞すると党内から批判が高まり、同年10月には同役職を実質的に更迭されることとなった。
2017年の第48回衆議院議員総選挙で12選。2018年9月14日、宇都宮市内の講演で20日に行われる自民党総裁選挙で石破茂に投票しない事を断言し、当日は白票を投じた。2021年10月31日、第49回衆議院議員総選挙で13回目の当選。参院竹下派から次期会長に推す声があったが、茂木敏充が会長となった。同年11月25日、新たに発足した茂木派の役員人事で顧問となる。
2024年1月23日、政治資金パーティー収入の裏金問題を受け、茂木派を含めた全派閥の解消を主張し、茂木派が存続する場合は退会することを表明した。同月30日、茂木派が政策集団として存続することを決めたことを受け、退会した。
同年9月27日に行われた自民党総裁選挙において、1回目の投票では茂木敏充に投じ、得票数1位の高市早苗と2位の石破茂が進んだ決選投票では石破に投じた。
同年10月27日、第50回衆議院議員総選挙で14回目の当選。

## 政策・活動

### 基本政策・主張
2022年の毎日新聞やNHKが行ったアンケートでは以下のように回答している。
- 憲法改正に賛成。憲法9条は改正して自衛隊の存在を明記すべき。
- 原発は日本に必要だ。
- 核兵器禁止条約に日本はオブザーバー参加すべき。
- 女性天皇に賛成。
- 同性婚を制度として認めるべき。
- 選択的夫婦別姓の制度導入に賛成。
- 女性へのクオータ制の導入に反対。
- 首相の靖国神社参拝に反対。
- 外国人労働者はもっと受け入れるべき。
- 森友学園問題はさらに調査や説明をすべき。
- 国会議員の被選挙権年齢の引き下げに賛成。
- 党議拘束を緩めることに賛成。

### 保守政治の右旋回への批判について
かつては自民党青年局長を務め、親台派であり、新保守主義を標榜し、顔ぶれがリベラルに偏る鳩山新党への参加を拒否した。しかし小泉内閣以降の自民党については右傾化していると批判的で、安倍晋三が掲げる「戦後レジームからの脱却」にも否定的な見解を示している。
更に靖国参拝にも否定的な見解を示しており、著書「政界再編」ではA級戦犯分祀や日本における外国人参政権も提言。現在の自民党内では最左派に属している。

### 野党時代の自民党憲法改正草案について
自民党が野党時代に作成した憲法改正草案における9条への国防軍の明記について「国防軍という名前は行き過ぎな感じがする。私は自衛隊のままでもいいと思っている」と述べた。また、この草案について「このまま憲法改正の原案になることは全くない。妥協をせざるを得ず、草案はほとんどズタズタになると思って結構だ」とも語った。また、「改正草案は自民党が野党のときに作ったもので、党内でも右寄りという印象。言いすぎてしまった部分が何カ所かある。その一つが『家族』の規定。」とも述べている。

### 天文学の推進について
国会議員としては天文学がより発展することを願い、国立天文台がハワイ島の火山（マウナ・ケア、標高4,200ｍ）の頂上に建設した世界最大級（口径8m）の望遠鏡「すばる」の建設を推進した。

### 有害図書規制推進について
マンガ・アニメ・ゲーム・映画の表現を規制する青少年健全育成基本法案の請願を国会に提出した。自由民主党の日本国憲法改正案の草案に関し、青少年に影響を与える可能性のある有害図書が存在するとして、「表現の自由」に関する条文を修正する必要があると述べた。

### 選択的夫婦別姓制度について
選択的夫婦別姓制度導入に賛同する。「民法七百五十条は形式的には男女平等だが、ほとんどの場合は夫の姓になる。これは、間接的差別。そういう、やはり男女の差、あるいは差別に近い形がこういう社会通念の中にまだまだ入っているということがあり、そういうものを積極的に是正をしていくための法律、立法措置が必要」と述べた。なお、2014年の朝日新聞の調査では、「どちらともいえない」、2017年の朝日新聞の調査では「どちらかといえば賛成」としている。

### 受動喫煙問題について
受動喫煙防止を目的に飲食店などの建物内を原則禁煙とする法改正について「世界標準にきちんと合わせなければならない」と述べる。また、2018年に自民党内でまとまった健康増進法改正案が当初案より大幅に規制緩和にされたことについては「このような措置が不十分との声もあるが、まずは第一歩としてスタートさせ、その着実な実施を目指すべき」「その後も受動喫煙防止の取り組みを、継続して実現すべき」と述べている。

### 裁判官弾劾裁判長
裁判官弾劾裁判長に8度にわたり互選されており（第95・97・98・100・102・103・105代、2024年4月時点で現職）、歴代の衆・参両議院議員の中では最多の選出回数となっている。ただし、2024年4月の時点で実際に弾劾裁判に関わり、罷免判決を下したのは岡口基一（元仙台高等裁判所判事）に対する判決のみである。

## 選挙歴
| 当落 | 選挙                   | 執行日         | 年齢 | 選挙区        | 政党       | 得票数     | 得票率 | 定数 | 得票順位 /候補者数 | 政党内比例順位 /政党当選者数 |
| ---- | ---------------------- | -------------- | ---- | ------------- | ---------- | ---------- | ------ | ---- | ------------------ | ---------------------------- |
| 当   | 第35回衆議院議員総選挙 | 1979年10月07日 | 25   | 旧栃木県第1区 | 自由民主党 | 7万9189票  | 18.94% | 5    | 2/7                | /                            |
| 当   | 第36回衆議院議員総選挙 | 1980年06月22日 | 26   | 旧栃木県第1区 | 自由民主党 | 8万8808票  | 18.27% | 5    | 2/7                | /                            |
| 当   | 第37回衆議院議員総選挙 | 1983年12月18日 | 30   | 旧栃木県第1区 | 自由民主党 | 6万8403票  | 17.08% | 5    | 2/6                | /                            |
| 当   | 第38回衆議院議員総選挙 | 1986年07月06日 | 32   | 旧栃木県第1区 | 自由民主党 | 8万3339票  | 17.18% | 5    | 2/9                | /                            |
| 当   | 第39回衆議院議員総選挙 | 1990年02月18日 | 36   | 旧栃木県第1区 | 自由民主党 | 8万875票   | 14.85% | 5    | 3/7                | /                            |
| 当   | 第40回衆議院議員総選挙 | 1993年07月18日 | 39   | 旧栃木県第1区 | 新生党     | 11万9652票 | 22.61% | 5    | 2/7                | /                            |
| 当   | 第41回衆議院議員総選挙 | 1996年10月20日 | 42   | 栃木県第1区   | 無所属     | 12万7503票 | 63.36% | 1    | 1/4                | /                            |
| 落   | 第42回衆議院議員総選挙 | 2000年06月25日 | 46   | 栃木県第1区   | 自由民主党 | 9万1411票  | 40.74% | 1    | 2/5                | 11/7                         |
| 当   | 第43回衆議院議員総選挙 | 2003年11月09日 | 49   | 栃木県第1区   | 自由民主党 | 12万3297票 | 53.07% | 1    | 1/3                | /                            |
| 当   | 第44回衆議院議員総選挙 | 2005年09月11日 | 51   | 栃木県第1区   | 自由民主党 | 14万1868票 | 55.43% | 1    | 1/3                | /                            |
| 落   | 第45回衆議院議員総選挙 | 2009年08月30日 | 55   | 栃木県第1区   | 自由民主党 | 11万1455票 | 41.30% | 1    | 2/4                | 9/6                          |
| 当   | 第46回衆議院議員総選挙 | 2012年12月16日 | 59   | 栃木県第1区   | 自由民主党 | 10万133票  | 46.63% | 1    | 1/4                | /                            |
| 当   | 第47回衆議院議員総選挙 | 2014年12月14日 | 61   | 栃木県第1区   | 自由民主党 | 11万30票   | 56.45% | 1    | 1/3                | /                            |
| 当   | 第48回衆議院議員総選挙 | 2017年10月22日 | 63   | 栃木県第1区   | 自由民主党 | 10万9139票 | 51.87% | 1    | 1/4                | /                            |
| 当   | 第49回衆議院議員総選挙 | 2021年10月31日 | 67   | 栃木県第1区   | 自由民主党 | 10万2870票 | 46.15% | 1    | 1/4                | /                            |
| 当   | 第50回衆議院議員総選挙 | 2024年10月27日 | 70   | 栃木県第1区   | 自由民主党 | 7万8333票  | 39.92% | 1    | 1/4                | /                            |

## 所属団体・議員連盟
- 自民党たばこ議員連盟[45]
- 日朝国交正常化推進議員連盟
- 神道政治連盟国会議員懇談会
- 国際観光産業振興議員連盟(カジノ議連)[46]
- 自民党動物愛護管理推進議員連盟
- TPP交渉における国益を守り抜く会
- 選択的夫婦別氏制度を早期に実現する議員連盟[47]
- 再生医療を推進する議員の会
- LRT推進議員連盟
- 街コン推進議員連盟
- 新憲法制定議員同盟
- 日本・チェコ友好議員連盟（会長）
- 日本食文化普及推進議員連盟
- 栃木県私立中学高等学校連合会（会長）
- 栃木県ゲートボール協会（会長）
- 公益財団法人日本国際フォーラム（参与[48]）
- 日本の印章制度・文化を守る議員連盟（顧問）[49]

## 人物
- ジャーナリストの鈴木エイトが作成した「旧統一教会関連団体と関係があった現職国会議員168人」によれば、旧統一教会関連団体との関係について、2006年に世界平和統一家庭連合（旧統一教会）系の「天宙平和連合」のイベント「祖国郷土還元日本大会」に祝電を打っていたとされる[50]。共同通信のアンケートで祝電が打たれた形跡があったと認めた[51]。

- 公益財団法人日本国際フォーラム（JFIR）の投稿板に定期的に投稿している[52]。
- 自由民主党衆議院議員としては麻生太郎と並び最古参で、2021年の総選挙以降は総理経験者や議長経験者の座る国会最奥の席となっている。

## 不祥事
- 2023年、理事長を務める障害児施設で補助金不正受給が発覚し[53]、新規利用者受入れ停止処分3か月が科された。